# Chukanahatti, Lingsugur
Chukanahatti là một làng thuộc tehsil Lingsugur, huyện Raichur, bang Karnataka, Ấn Độ.